# Angelika Noack
Pour les articles homonymes, voir Noack.
Angelika Noack, née le 20 octobre 1952 à Angermünde (RDA), est une rameuse d'aviron est-allemande.

## Carrière
Aux Jeux olympiques de 1976 à Montréal, Angelika Noack est médaillée d'argent en deux sans barreur avec Sabine Dähne. 
Aux Jeux olympiques de 1980 à Moscou, elle est sacrée championne olympique de quatre barré avec Ramona Kapheim, Kirsten Wenzel, Silvia Fröhlich et Romy Saalfeld.
Elle est aussi triple championne du monde d'aviron. Après avoir mis un terme à sa carrière de sportive, elle devient entraîneur d'aviron.